# Oriulus grayi
Oriulus grayi är en mångfotingart som beskrevs av Ottis Robert Causey 1950. Oriulus grayi ingår i släktet Oriulus och familjen Parajulidae. Inga underarter finns listade i Catalogue of Life.